# Muzo (Gakenke)
Muzo ist einer von 19 Sektoren des Distrikts Gakenke in der Nordprovinz von Ruanda.

## Geographie
Der Sektor hat eine Fläche von 46,2 km² und liegt auf einer Höhe von etwa 2070 m. Er unterteilt sich in die fünf Zellen Kabatezi, Kiryamo, Mubuga, Mwiyando und Rwa. Nachbarsektoren sind im Norden Janja, im Osten Gakenke, im Südosten Mataba, im Süden Nyabinoni, und im Westen Mugunga. Die Südgrenze bildet der Fluss Nyabarongo.

## Bevölkerung
Nach Stand der Volkszählung von 2022 liegt die Einwohnerzahl bei 21.816. Zehn Jahre zuvor waren es 21.378, was einem jährlichen Bevölkerungszuwachs von 0,2 Prozent zwischen 2012 und 2022 entspricht.

## Gesundheitswesen
Im Sektor befindet sich das Rusoro Health Center.

## Verkehr
Entlang der Südgrenze verläuft die Nationalstraße 17. Den Norden des Sektors quert zudem eine District Road. Beide sind Stand 2022 nicht asphaltiert.